# Jhayco
Jesús Manuel Nieves Cortés (Río Piedras, 9 de abril de 1993), conocido artísticamente como Jhayco o Jhay Cortez, es un cantante, compositor y productor discográfico puertorriqueño.

## Biografía
Jesús M. Nieves, conocido artísticamente como Jhay Cortez, nació en Río Piedras, Puerto Rico. Durante su infancia se trasladó a Camden, Nueva Jersey, lo que le permitió crecer en un entorno bilingüe.
A los 15 años comenzó a escribir canciones, lo que llamó la atención del productor Eddie Dee. Posteriormente, fue introducido al medio musical por los productores Lele "El Arma Secreta" y Eliel, quienes lo vincularon con el dúo Zion & Lennox. Para este grupo, compuso los temas «Cómo curar» y «Detective de tu amor», y produjo la canción «Soltera» bajo el seudónimo de "Jay el Superdotado", todas incluidas en el álbum Los verdaderos (2010).
Posteriormente, colaboró como compositor con Tito el Bambino, escribiendo cinco sencillos, entre ellos «Llama al sol», incluido en el álbum Invencible (2011), el cual ganó un Premio Grammy Latino en la categoría de Mejor Álbum Tropical.

## Carrera musical

### Inicios
Jhay Cortez comenzó su carrera musical en 2013 como integrante del grupo de pop latino Stereo 4. La agrupación fue creada por el productor Joel Báez, junto con Roberto Sánchez y el vocalista Jesús M. Nieves, con el objetivo de reunir a jóvenes cantantes para formar un cuarteto vocal. El grupo estuvo compuesto por Jafet Cortes, Eduardo Esteras, Rubén Chinea y el propio Nieves.
Jhay Cortez colaboró con Stereo 4 por última vez en 2016 en la canción «Te quiero ver», una producción conjunta que también marcó su debut como solista.

### 2017-2019:Famouzy reconocimiento
El 22 de agosto de 2017 firmó un contrato con la discografía Universal Music Latin Entertainment bajo el movimiento House of Haze en alianza con el productor Haze aka Fino, más conocido como el Haze; con la cual lanzó su primer sencillo bajo este sello llamado «Donde no se vea» con las colaboraciones de Jory Boy y Pusho.
El 16 de marzo de 2018 se presentó en un concierto que fue en beneficio de las víctimas de los desastres naturales con el nombre de SXSW, como uno de los artistas del Puerto Relief Showcase. Posteriormente ayudó en la composición de los temas «Criminal» de Natti Natasha con Ozuna y «Mi religión» de Yandel.  El 16 de mayo, bajo el sello discográfico Universal Music Latin, publicó el EP Eyez on Me en el cual participaron artistas como Miky Woodz, Myke Towers, J Balvin, Bryant Myers, entre otros. A finales de ese mismo año lanzó su sencillo «Costear» junto a Almighty, que causó la publicación de cuatro remezclas.
El 22 de febrero de 2019 estreno su sencillo «No me conoce» que llegó a posicionarse en los primeros lugares de varias listas musicales a nivel de Latinoamérica, además fue certificada triple platino por Promusicae de España; la canción también contó con un remix con J Balvin y Bad Bunny, la cual fue certificada con 20 discos platino por la RIAA de Estados Unidos. En ese mismo año también lanzó el tema «Deseame suerte» con la colaboración de Karol G.
El 24 de mayo de ese mismo año publicó su primer álbum de estudio titulado Famouz bajo la disquera Universal Music Group que se ubicó en el puesto 164 de la lista Billboard 200 de los Estados Unidos y 5 en Top Latin Albums, además fue certificado platino y oro por parte de la RIAA.

### 2020-2023:Timelezzy gira internacional
A comienzos de 2020 publicó una edición especial de su primer disco de estudio con canciones inéditas con el nombre de Famouz Reloaded, mientras publicó un nuevo sencillo «Dime a ve». También resultó ganador de cinco premios ASCAP como compositor y de dos Premios Tú Música Urbano en la categoría de compositor del año y de Álbum New Generation por Famouz. Adicional a ello recibió nominaciones para los Premios Billboard de la música latina, Premios Juventud, Premios Lo Nuestro y los Grammy Latinos.
En octubre de 2020, estrenó el tema «Dakiti», en colaboración con Bad Bunny que alcanzó el número uno en las listas Billboard Global 200, además llegó a ubicarse en el top 10 del Billboard Hot 100, al ubicarse en la posición número 9. A finales de ese año, colaboró en la remezcla de «La curiosidad» de Jay Wheeler y Myke Towers. De igual modo apareció en el álbum de Yandel Quién contra mí 2 en la colaboración de la canción «Ponme al día».
A inicios de 2021, participó en la producción homónima de Los Legendarios con la canción «Fiel» junto a Wisin que alcanzó el número 5 en Hot Latin Songs por 24 semanas consecutivas y 9 a nivel global de la plataforma musical de Spotify. También fue certificada oro, platino, 7x multiplatino y 2x Multi-Platinum por la RIAA. En marzo de ese mismo año, apareció con Bad Bunny interpretando «Dakiti» en la ceremonia de los Premios Grammy. Asimismo, recibió otra nominación para el premio IHeartRadio Music Awards en la categoría iHeartRadio Music Award for Latin Pop/Reggaeton Song of the Year por «Dakiti».
En septiembre de 2021, fue estrenado su segundo álbum Timelezz con un total de 17 canciones que incluye colaboraciones con Anuel AA, Arcángel, Kendo Kaponi, Skrillex y Myke Towers. El álbum se ubicó #2 en el Top Latin Albums por 2 semanas consecutivas. Posterior a la publicación del álbum el artista hizo la presentación del mismo en el Coliseo de Puerto Rico, dando por inicio el Timelezz Tour, el cual inició en el año 2022 y abarco países como Argentina, Chile, Bolivia, México, Estados Unidos, República Dominicana, Portugal, entre otros. En 2023, participó del álbum DATA de Tainy en el sencillo «Fantasma | AVC».

### 2024-presente:Le Clique: Vida Rockstar
En septiembre de 2024, estrenó su tercer álbum Le Clique: Vida Rockstar (X) con un total de 29 canciones que incluye colaboraciones como Peso Pluma, Quevedo o Bryant Myers.

## Controversias
El 12 de mayo de 2020, Jhayco sacó un tema llamado «24 horas», una tiraera para Bryant Myers después de que ambos hubieran tenido una fuerte discusión a través de Twitter, el cual intentaba ofender y retaba a Myers a responderle en menos de 24 horas. Después de 3 días Myers le respondió con el tema «El que no escribe». Aunque confesó que no la publicó en menos de 24 horas porque a él nadie le dice lo que tiene que hacer como lo hizo saber en un video directo de Instagram. Esta se convertiría en la primera tiraera que sacaba Bryant Myers, ya que en ocasiones similares con otros artistas, no había decidido responder. Poco después Cortez publicó otra tiraera en su contra de nombre «Game Over», la cual Bryant no quiso responder ya que no la consideró suficientemente buena. Un tiempo después, Jhayco reconoció en una entrevista de que ambos se faltaron al respeto y dijo que podría hacer las paces en un futuro cuando el tiempo haya pasado y hubieran madurado.
A fines de febrero del año 2021 Jhayco volvió a tener controversias musicales, esta vez con su colega Rauw Alejandro, con el cual colaboró en canciones e incluso formó parte de su equipo de trabajo. En la colaboración que este hizo del tema titulado «Si Pepe (Remix)» junto a artistas como Farruko, Arcángel y otros, Jhayco apuntó contra Rauw burlándose de su manera de bailar, también haciendo una referencia indirecta a su pareja Rosalía. El tema se viralizó por lo que unos días después Rauw Alejandro lanzó un tema titulado «Hunter», en el cual apunta directamente a Jhay, días después, sin ningún tipo de promoción Cortez le respondió lanzando un sencillo titulado «Enterrauw».

## Discografía
Desde el comienzo de su carrera en el año 2013, Jhayco, lanzó (3) álbumes de estudio y un (1) EP.

### Álbumes de estudio
| Título                       | Detalles del álbum                                                       | Lista | Certificaciones             | Ref    |
| Título                       | Detalles del álbum                                                       | EE UU | Certificaciones             | Ref    |
| ---------------------------- | ------------------------------------------------------------------------ | ----- | --------------------------- | ------ |
| Famouz                       | - Lanzamiento: 24 de mayo de 2019 - Disquera: Universal Music Group      | 164   | - RIAA : 3x Platino (Latin) | [ 21 ] |
| Timelezz                     | - Lanzamiento: 3 de septiembre de 2021 - Disquera: Universal Music Group | 170   | - RIAA : 1x Platino (Latin) | [ 21 ] |
| Le Clique: Vida Rockstar (X) | - Lanzamiento: 6 de septiembre de 2024 - Disquera: Universal Music Group |       |                             |        |

### EP
| Título     | Detalles del álbum                                                  |
| ---------- | ------------------------------------------------------------------- |
| Eyez On Me | - Lanzamiento: 18 de mayo de 2018 - Disquera: Universal Music Group |

## Giras musicales
- Timelezz Tour (2021-2022)
- Vida Rockstar Tour (2023)

## Premios y nominaciones
| Año  | Premios                               | Galardón                                                   | Trabajo Nominado       | Resultado | Ref.          |
| ---- | ------------------------------------- | ---------------------------------------------------------- | ---------------------- | --------- | ------------- |
| 2020 | Premios Tu Música Urbano              | Top revelación masculino                                   | Jhayco                 | Nominado  | [ 50 ] [ 51 ] |
| 2020 | Premios Tu Música Urbano              | Remix del año                                              | «Ganga (Remix)»        | Nominado  | [ 51 ]        |
| 2020 | Premios Tu Música Urbano              | Remix del año New Generation                               | «No me conoce»         | Nominado  | [ 51 ]        |
| 2020 | Premios Tu Música Urbano              | Remix del año New Generation                               | «Imaginaste»           | Nominado  | [ 51 ]        |
| 2020 | Premios Tu Música Urbano              | Remix del año New Generation                               | «Easy»                 | Nominado  | [ 51 ]        |
| 2020 | Premios Tu Música Urbano              | Álbum New Generation                                       | Famouz                 | Ganador   | [ 51 ]        |
| 2020 | Premios Tu Música Urbano              | Compositor del año                                         | Jhay Cortez            | Ganador   | [ 51 ]        |
| 2020 | Premios Tu Música Urbano              | Video del año                                              | «No me conoce»         | Nominado  | [ 51 ]        |
| 2020 | Premios Billboard de la Música Latina | Artista debut del año                                      | Jhay Cortez            | Nominado  | [ 26 ]        |
| 2020 | Premios Juventud                      | La nueva generación - masculina                            | Jhay Cortez            | Nominado  | [ 27 ]        |
| 2020 | Premios Lo Nuestro                    | Canción del año - urbano/trap                              | «No me conoce (Remix)» | Nominado  | [ 28 ]        |
| 2020 | Billboard Music Awards                | Top Canción Latina                                         | «No me conoce (Remix)» | Nominado  |               |
| 2020 | Premios Grammy Latinos                | Mejor canción de rap/hip hop (junto a Anuel AA y J Balvin) | «Medusa»               | Nominado  | [ 29 ] [ 52 ] |
| 2020 | Premios Grammy Latinos                | Mejor Canción Urbana (junto a Anuel AA, Tainy y Ozuna)     | «Adicto»               | Nominado  | [ 52 ] [ 29 ] |
| 2021 | iHeartRadio Music Awards              | Canción del año de pop latino/reguetón                     | «Dakiti»               | Nominado  | [ 39 ] [ 53 ] |
| 2021 | Billboard Music Awards                | Mejor canción latina                                       | «Dakiti»               | Ganador   | [ 54 ]        |
| 2021 | Premio Billboard de la Música Latina  | Canción del año, streaming                                 | «Dakiti»               | Ganador   | [ 55 ]        |
| 2021 | Premio Billboard de la Música Latina  | Hot Latin Song - canción del año                           | «Dakiti»               | Ganador   | [ 55 ]        |
| 2021 | Premio Billboard de la Música Latina  | Hot Latin Song - colaboración vocal                        | «Dakiti»               | Ganador   | [ 55 ]        |
| 2021 | Premios Juventud                      | Canción del año                                            | «Dakiti»               | Ganador   | [ 55 ] [ 56 ] |
| 2021 | Premios Juventud                      | Track viral del año                                        | «Dakiti»               | Ganador   | [ 55 ] [ 56 ] |

## Vida personal
Jhayco, de una vida privada reservada, mantuvo una relación sentimental con la modelo libanesa Mia Khalifa.
Jhayco fue arrestado el 12 de agosto de 2025 por posesión de drogas (específicamente de cocaina y cannabis) en Miami.